# Доменіко Беккафумі
Доменіко Беккафумі (італ. Domenico Beccafumi, також Domenico di Pace Beccafumi 1484 / 1486, Монтаперті поблизу Сієни — 1551, Сієна) — художник, мозаїчист, скульптор доби маньєризму.

## Життєпис. Два прізвища
Доменіко народився в сільській родині в містечку Мекеріно поблизу Сієни. Місяць і рік народження невідомі і рахуються від звістки Вазарі, що художник помер у віці 65 років у 1551 р. За документальними джерелами він народився 1484 року.
Його рідний батько — Джакомо ді Паче. Родина ді Паче працювала на пана Лоренцо Беккафумі. Хлопчик зі здібностями привернув увагу заможного Лоренцо Беккафумі і той узяв його у власну родину слугою. Звідси два прізвища у Доменіко — ді Паче та Беккафумі. В історію мистецтва він увійшов з прізвищем пана Лоренцо Беккафумі.

## Перебування в Римі
Пан Беккафумі, що став другим батьком для хлопця, сприяв його перевезенню у Сієну, де той отримав первісну художню освіту. Попереду будуть два роки у Римі. Юнак прибув у папську столицю, де історичний процес прискорився, особливо в художньому житті. Юнак прибув з досвідом консервативної і анахронічної на той час Сієни, художня школа котрої перебувала в стагнації після спустошення в роки чуми і розриву місцевої художньої традиції. Технології і стилістика в Сієні були сумішшю середньовічних знахідок і засобів раннього 15 ст., тоді як Рим переживав Високе відродження і перші хвили депресивного маньєризму. Доменіко Беккафумі вештався римськими церквами, що давно вже виконували роль картинних галерей і реальних посібників для молодих художників. Не все було доступно провінціалу з Сієни. Але декотрі впливи мистецтва відродження від засвоїв. Перебування в Римі було недовгим (два роки), але молодий художник добре засвоїв нову для нього стилістику, здебільшого стилістику маньєризму. Цю суміш він і переніс у провінційну Сієну.
Від раннього періоду творчості митця і римського періоду практично нічого не збережено.

## Зрілі роки
Доменіко Беккафумі роками працював по замовам католицької церкви і приватним замовам. Він ніколи не працював на службі у якомусь князівському чи магнацькому дворі. Недовгий термін у 1540 році він працював лише при дворі адмірала Андреа Доріа у місті Генуя.
Для низки сієнських замовників він виконав релігійні образа і вівтарні картини. Працював художником-декоратором у палаці Бінді-Сегарді, палацах Боргезе і Вентурі. Створив низку фресок в Палаццо Публіко і в церквах. Головним замовником для художника стало правління Сієнського собору, де Доменіко Беккафумі десятиліттями розробляв і виконував кам'яні підлоги впродовж тридцяти років, практично до власної смерті. Більша частина творів митця зосереджена в Сієні. Іноді брався за створення скульптур, серед них — бронзові янголи для вівтаря Сієнського собору.

## Стан і майно
Доменіко Беккафумі був двічі одружений. Від першого шлюбу мав доньку і сина Адріано (1523—1588). Адріано помер бездітним. Від другого шлюбу художник мав дві доньки. Доменіко Беккафумі вибився у забезпечені громадяни і наприкінці життя мав три будинки у місті Сієна і якісь маєтки з садами, фермами і виноградниками у передмістях.
Помер у Сієні 1551 р.

## Стиль
Доменіко Беккафумі важко назвати серед найкращих сієнських художників, хоча він відрізнявся технічною майстерністю, як і більшість маньєристів Італії.
Стилістика маньєризму була помітною вже в ранніх малюнках Мікеланджело римського періоду. Доменіко Беккафумі був серед перших прихильників цієї стилістики з видовженими фігурами, відмовою від спостережень за реальністю, з працею у майстерні за власною уявою, з характерними жестами і дратівливими колористичними гамами. Стиль Беккафумі відрізнявся похмурим настроєм, елементами монументальності і відсутністю орнаментів на псевдоісторичному одязі персонажів. З цієї стилістики в 17 столітті виросте академізм.
Про нього знав Джорджо Вазарі і навіть розмістив його біографію у першому виданні «Життєписів» від 1550 року ще за життя Беккафумі. Життєпис Беккафумі був перенесений і у друге видання 1568 року.

## Фрески роботи Беккафумі в палаццо Публіко, Сієна

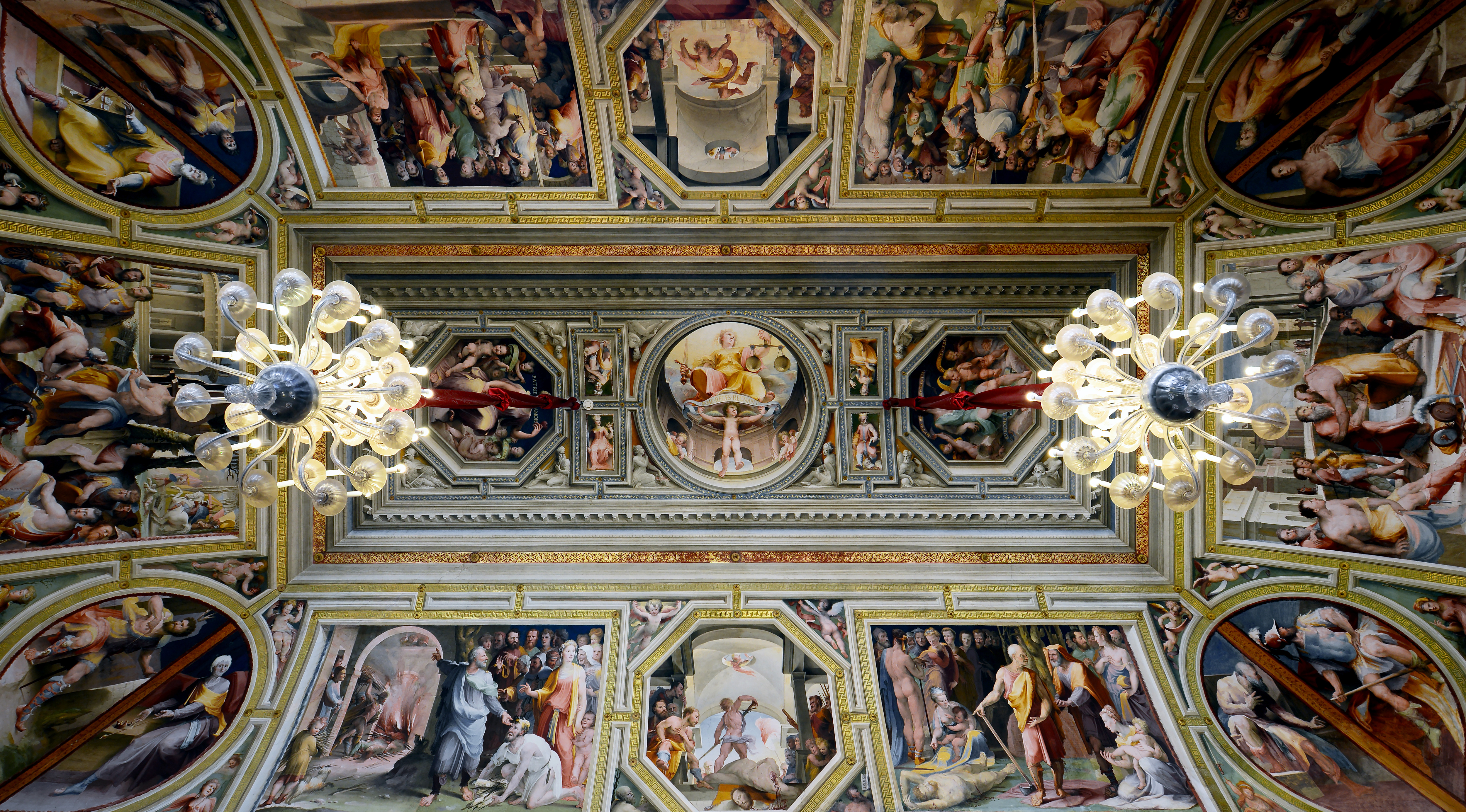
Фрески на стелі в палаццо Публіко

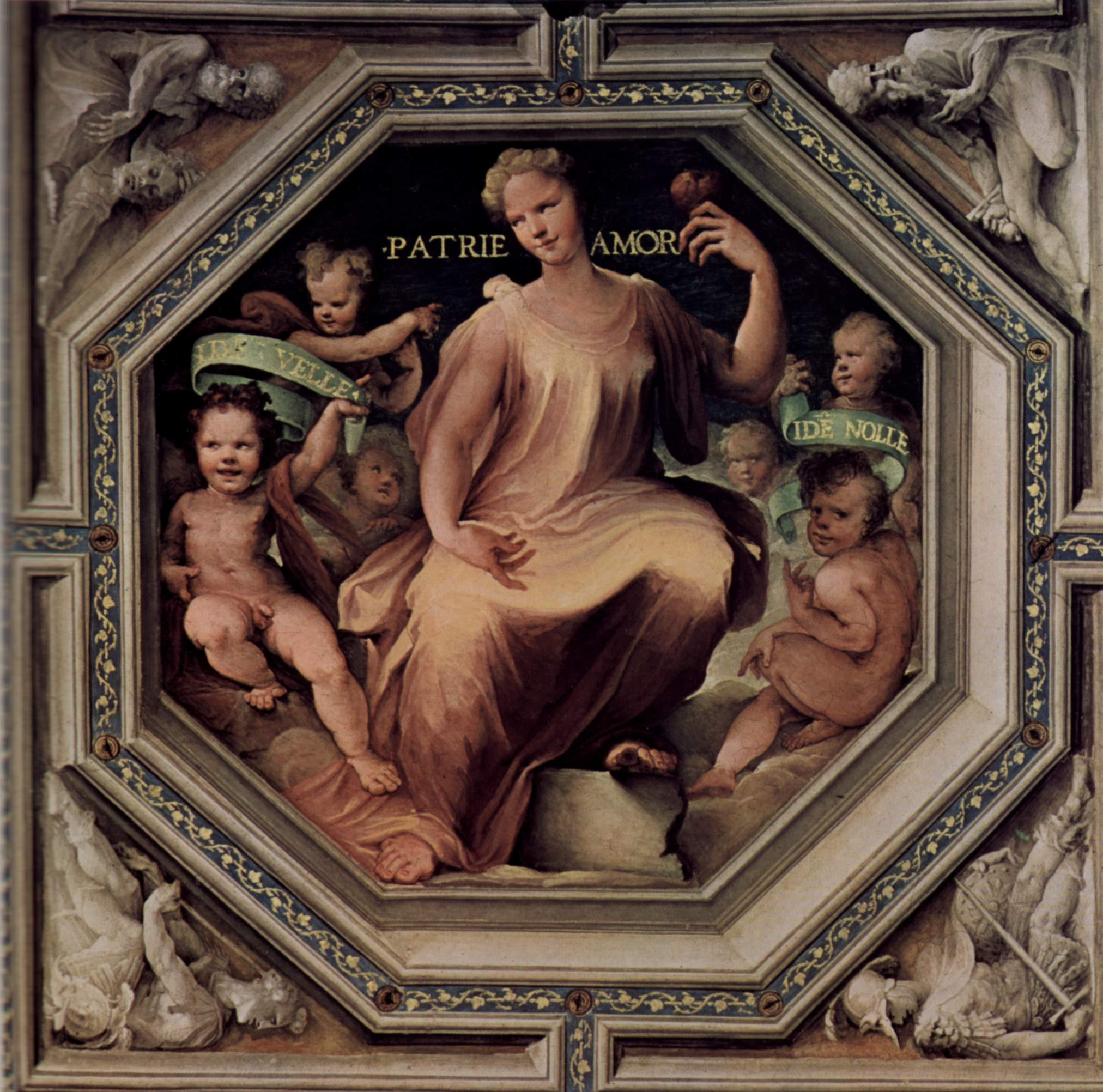
Алегорія «Любов до батьківщини», до 1535 р.

Дещо незвичною була праця Доменіко Беккафумі в Палаццо Публіко, де він виконав декілька тематичних фресок і алегоричних фігур за певною програмою. Сюжети фресок пов'язані зі ствердженням ідей республіканського правління тоді, коли італійські князівства насиллям позбавляли саме республіканських форм правління. Формально художник працював над фресками і декором стелі шість років, створив три алегорії, вісім видатних героїв у розділених навпіл колах-тондо і вісім композицій на сюжети зі стародавньої історії. Останні мають стилістику маньєризму з запозиченням давньоримських форм і мод, навіть якщо сюжети стосувались стародавньої Греції, коли Рим був ще диким поселенням мисливців і пастухів. Можливо, сюжети навіяні твором Нікколо Макіавеллі «Роздуми про Лівію». Роботи оголосили офіційно закінченими 2 серпня 1535 р. Закінчення декору пов'язували з урочистостями до візиту у Сієну короля Карла V. Той відвідав і Палаццо Публіко, де фрески демонстрували якраз прихильність не до монархії, а до республіканської форми правління, натякали на незалежність Сієни і прагнення до незалежності (і від Карла V ?). Тим не менше місто приготувало низку тріумфальних споруд і механічних іграшок на честь візиту імператора у місто Сієна. Механічного коня, що піднімав передні ноги, створив саме Доменіко Беккафумі.

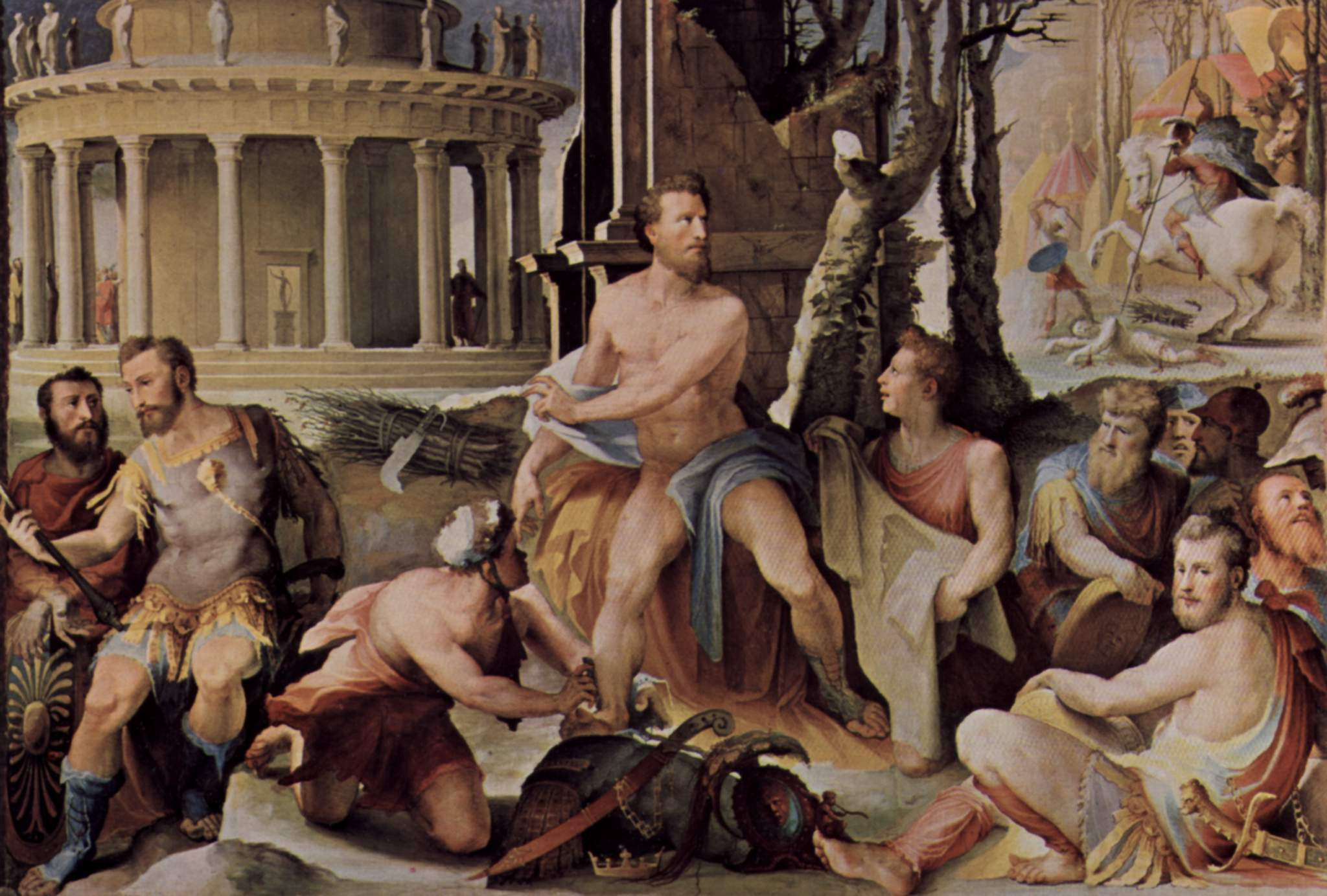
«Легендарний цар Кордос жертвує собою заради республіканського правління в таборі ворогів»
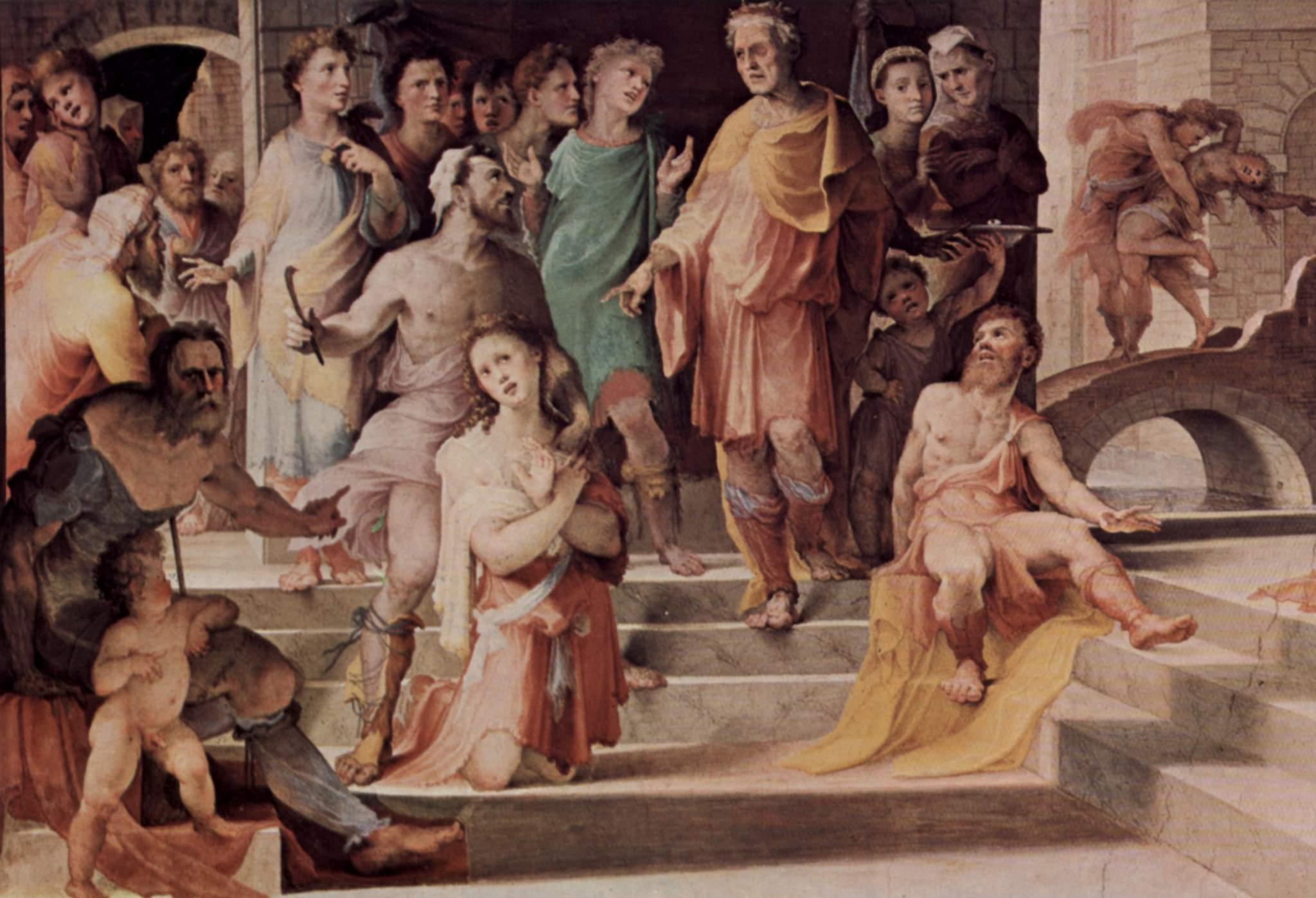
«Людське жертвоприношення Селевка з Локрі»
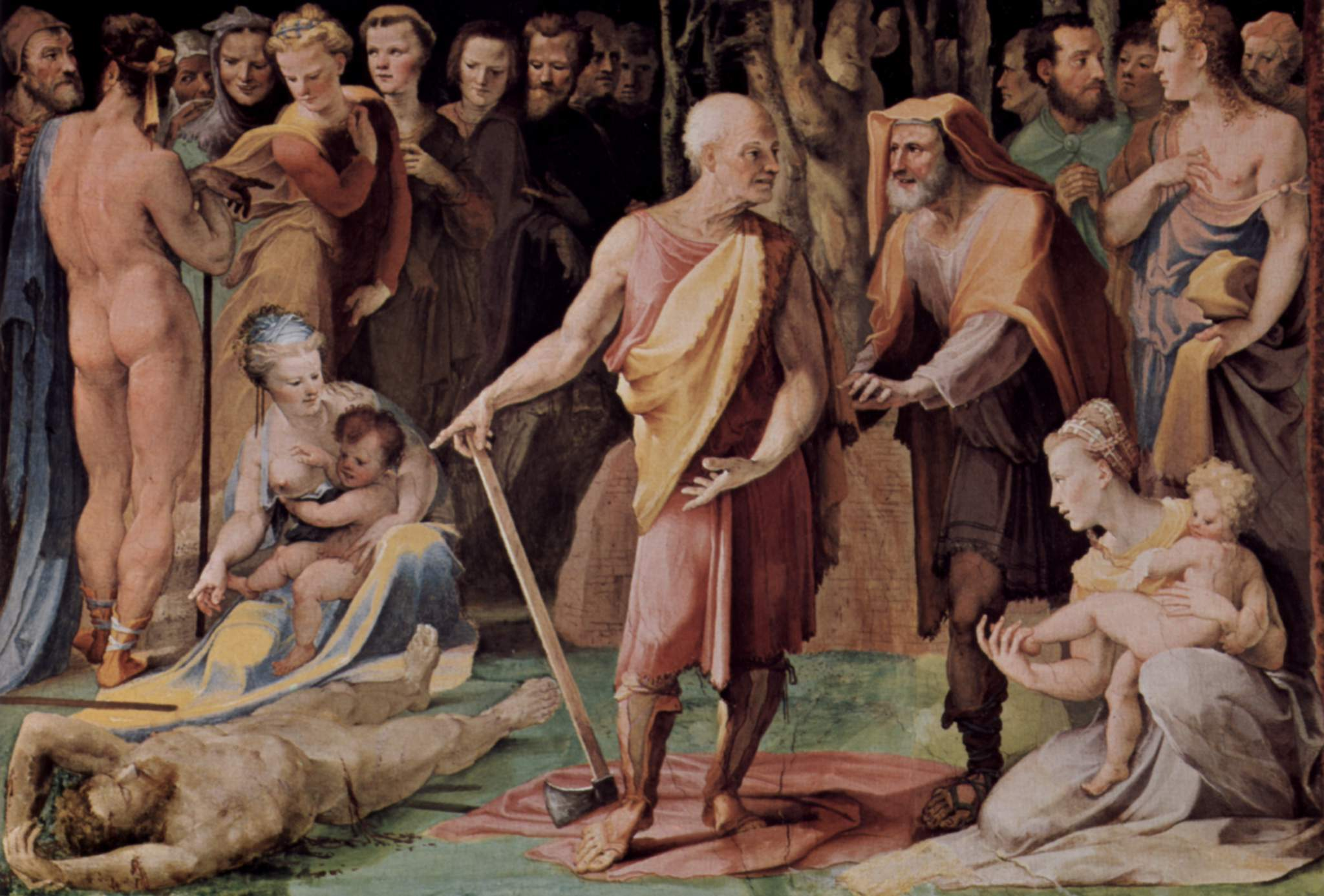
«Страта сина Постумії Тібурсіо»
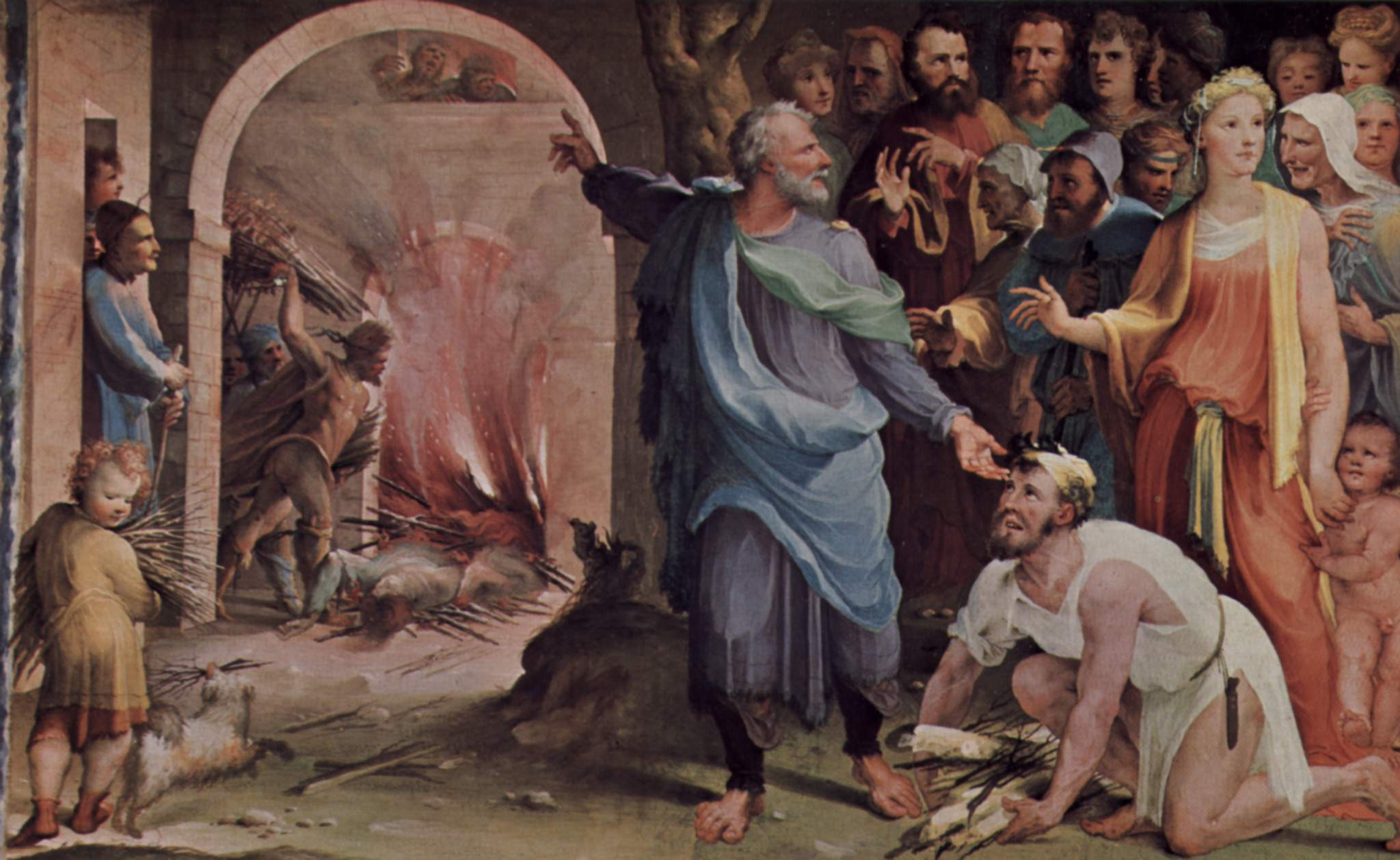
«Спалення на вогнищі Публія Мессія»

## Вибрані твори

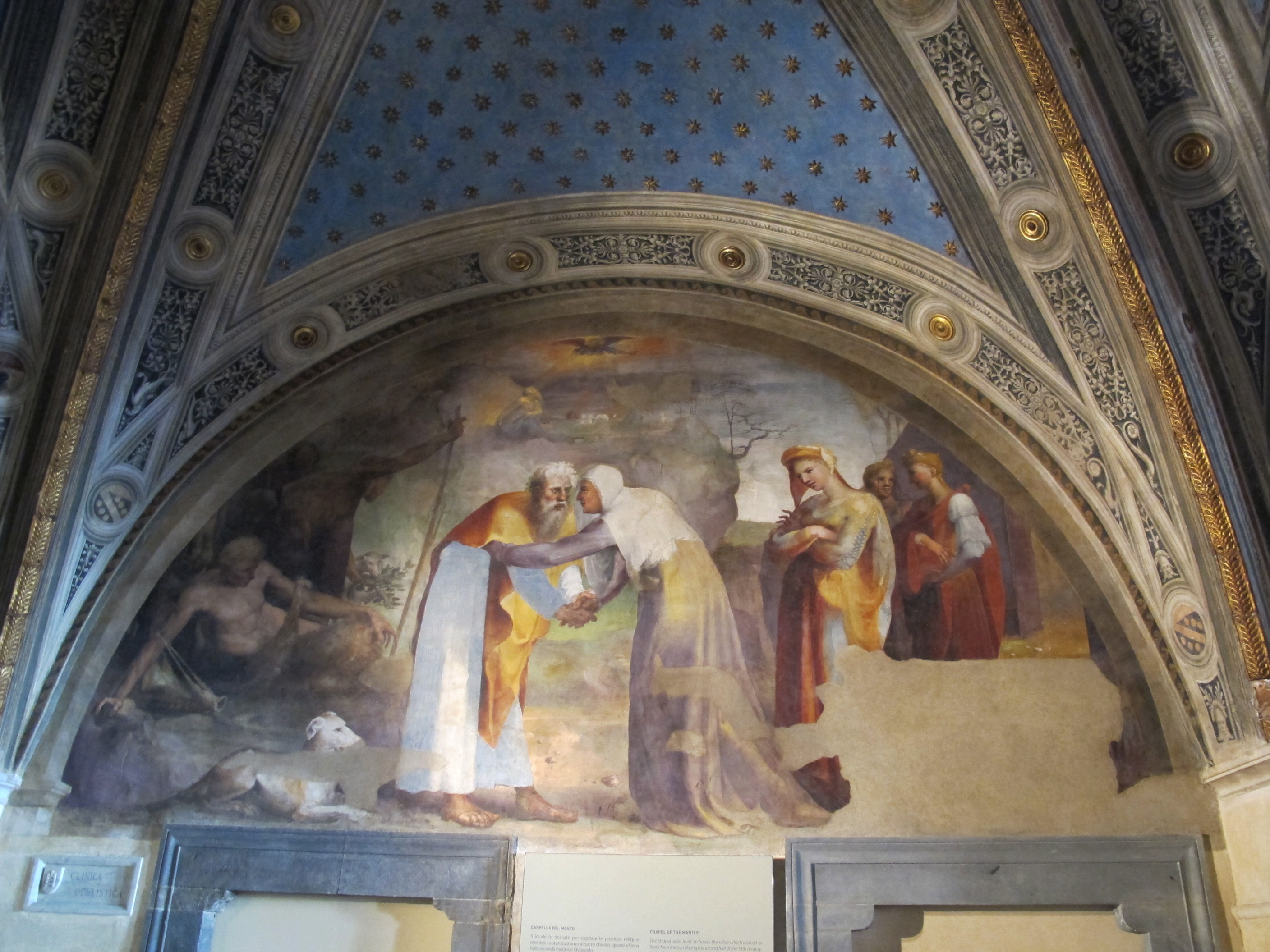
«Зустріч Йоакима і Анни», фреска, каплиця дель Манто, шпитальна церква Санта Марія делла Скала, Сієна

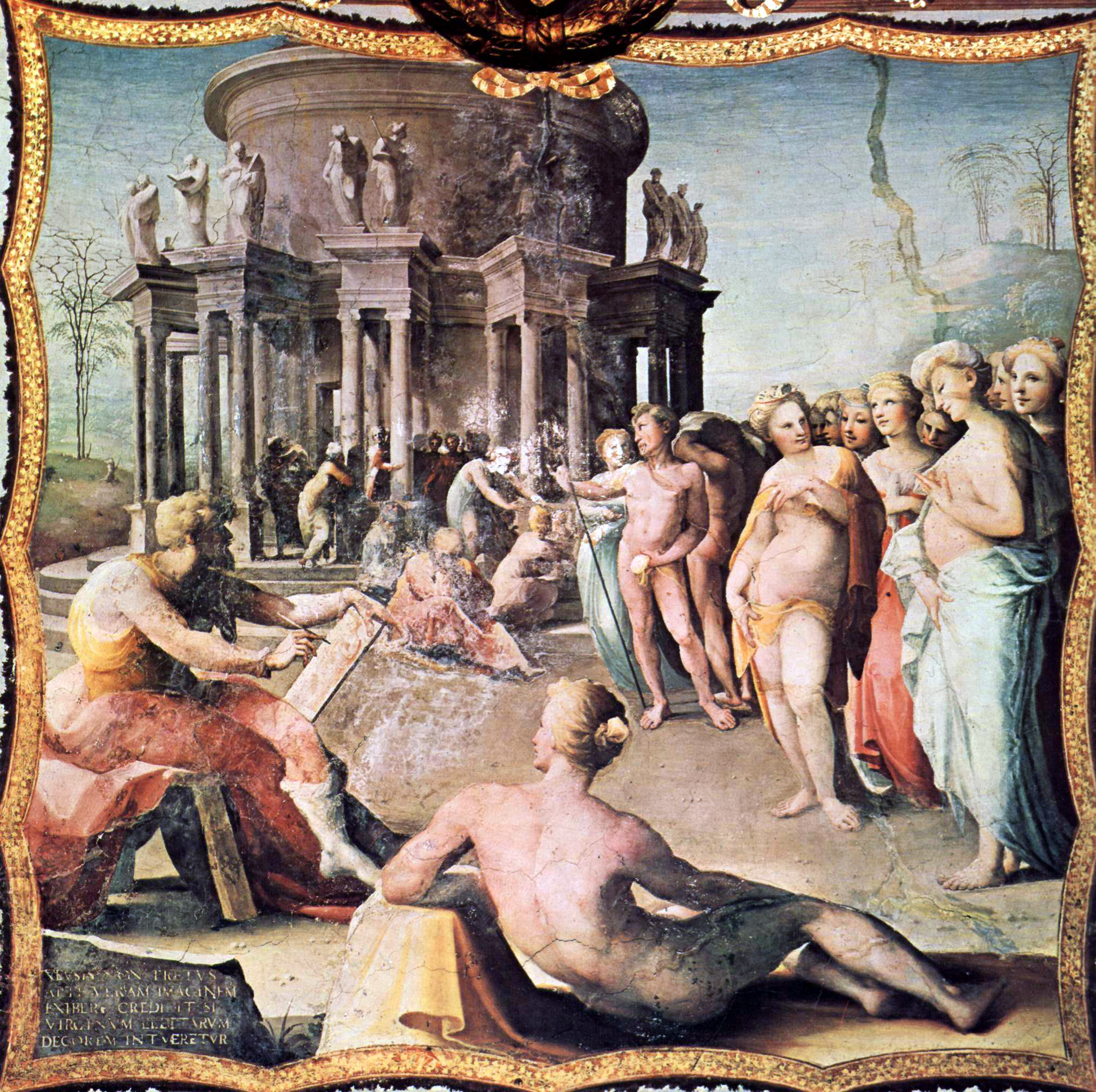
Фреска в палаццо Казіні-Казуччіні

- «Зустріч Йоакима і Анни», фреска, каплиця дель Манто, Сієна
- «Свята Родина з Іваном Хрестителем дитиною», Музей Гетті, Лос-Анжелес
- «Архангел Михаїл і грішні янголи»
- «Стигмати Св. Катерини Сієнської», Музей Гетті, Лос-Анжелес
- «Св. Трійця», Національна пінакотека (Сієна)
- «Апостол Павло», Музей мистецтва Метрополітен
- «Заручини Діви Марії», фреска
- «Автопортрет», Уффіці
- «Чотири євангелісти»
- «Св. Лючія», Національна пінакотека (Сієна)
- «Містичні заручини Катерини Александрійської з христовою церквою», Ермітаж, Санкт-Петербург
- «Свята Родина», палаццо Пітті, Флоренція
- «Мадонна з немовлям і Іваном Хрестителем», Палац Барберіні, Рим
- Фрески, палац Бінді-Сегарді, Сієна
- Фрески, палац Вентурі, Сієна
- Фрески, палац Боргезе, Сієна
- «Свята Родина з Іваном Хрестителем дитиною», Уффіці
- «Свята Родина і Св. Анна», приватна збірка
- «Стигмати Св. Франциска Ассізького»
- «Народження Діви Марії»
- «Благовіщення Діві Марії»
- « Коронування Діви Марії»
- Вівтар «Мадонна на троні зі святими»
- «Юдита з головою Олоферна»
- Скульптури янголів, собор, Сієна
- мармурові підлоги, собор, Сієна

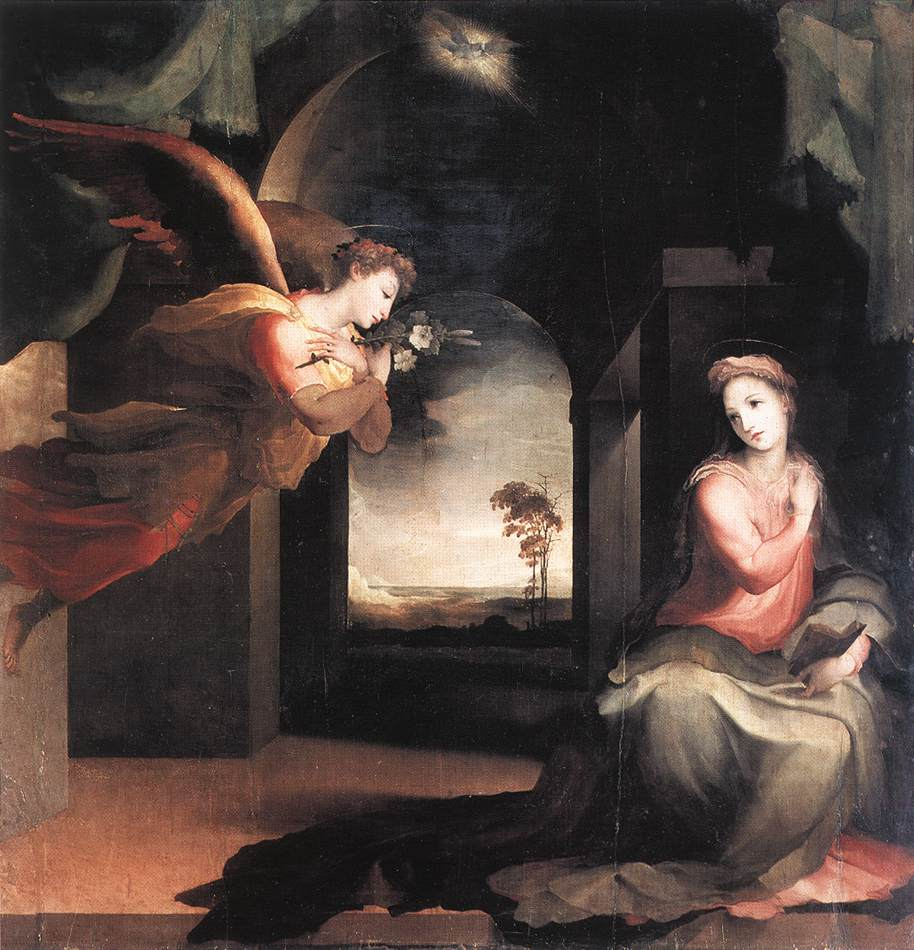
«Благовіщення», Сієна
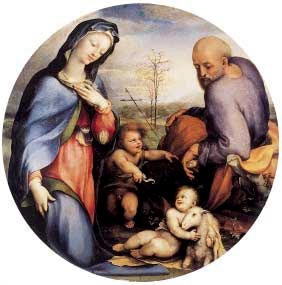
«Свята Родина з Іваном Хрестителем дитиною», Монако
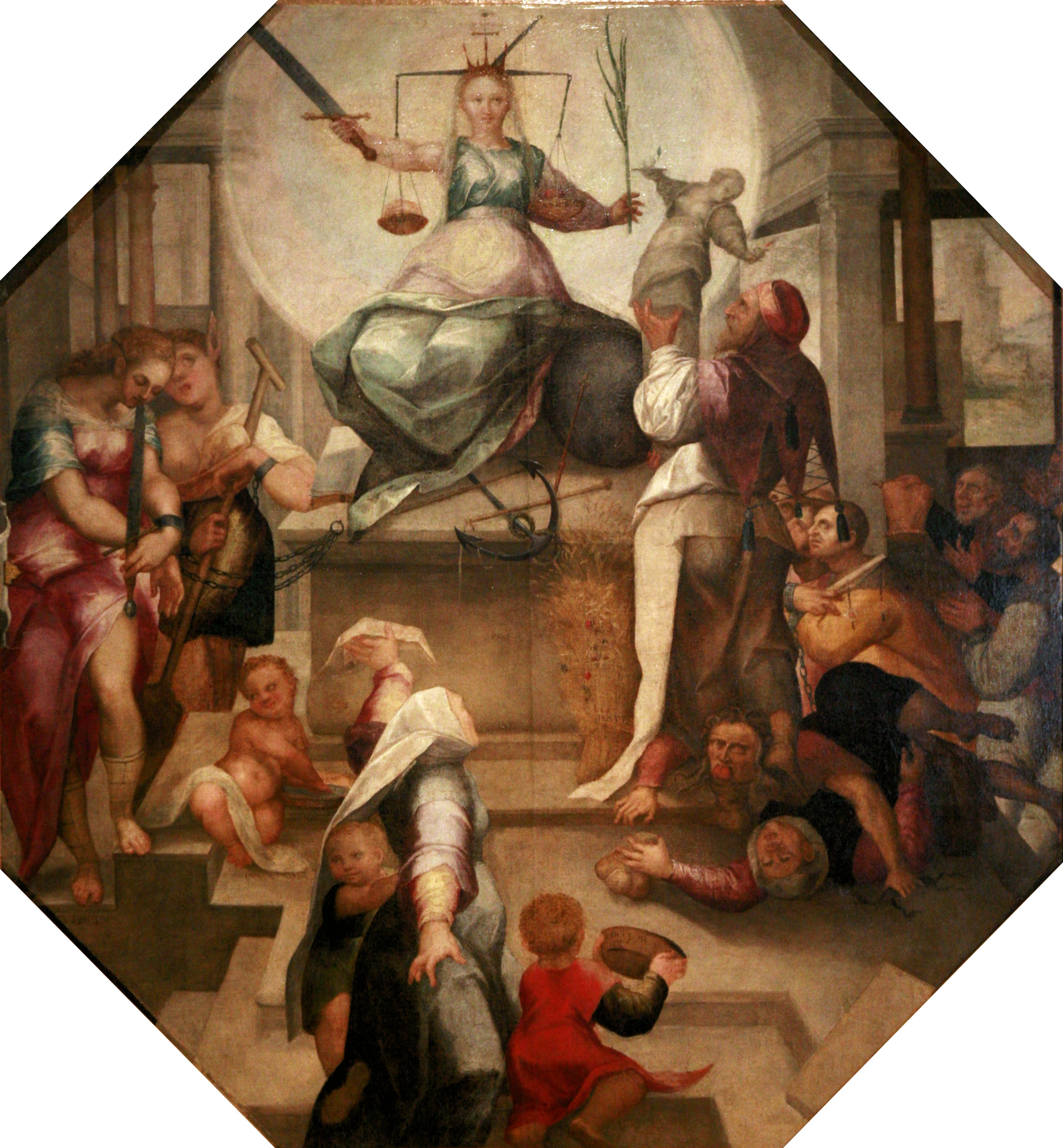
«Алегорія Юстиції»
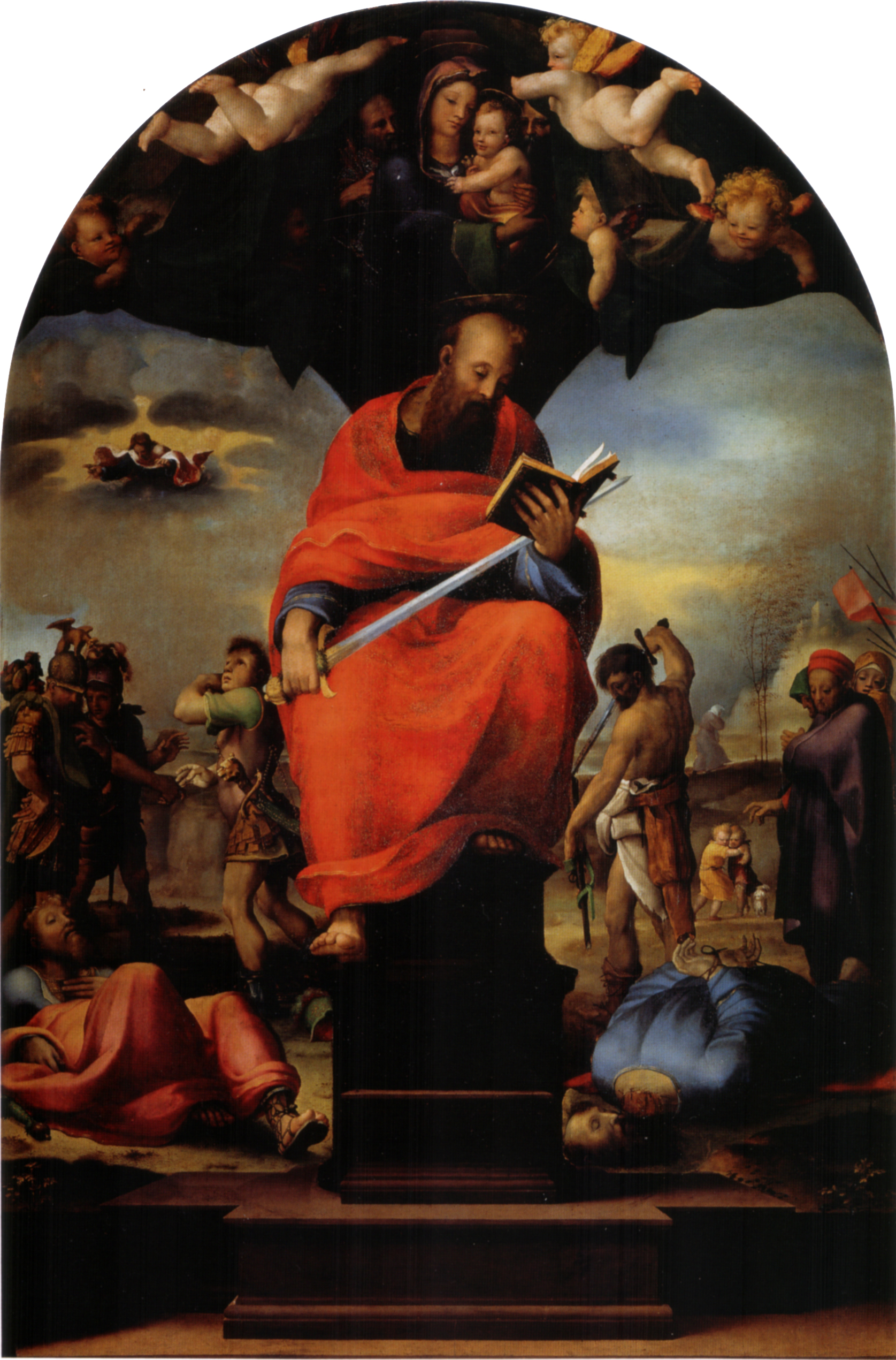
Вівтар «Апостол Павло на троні»

## Чотири євангелісти

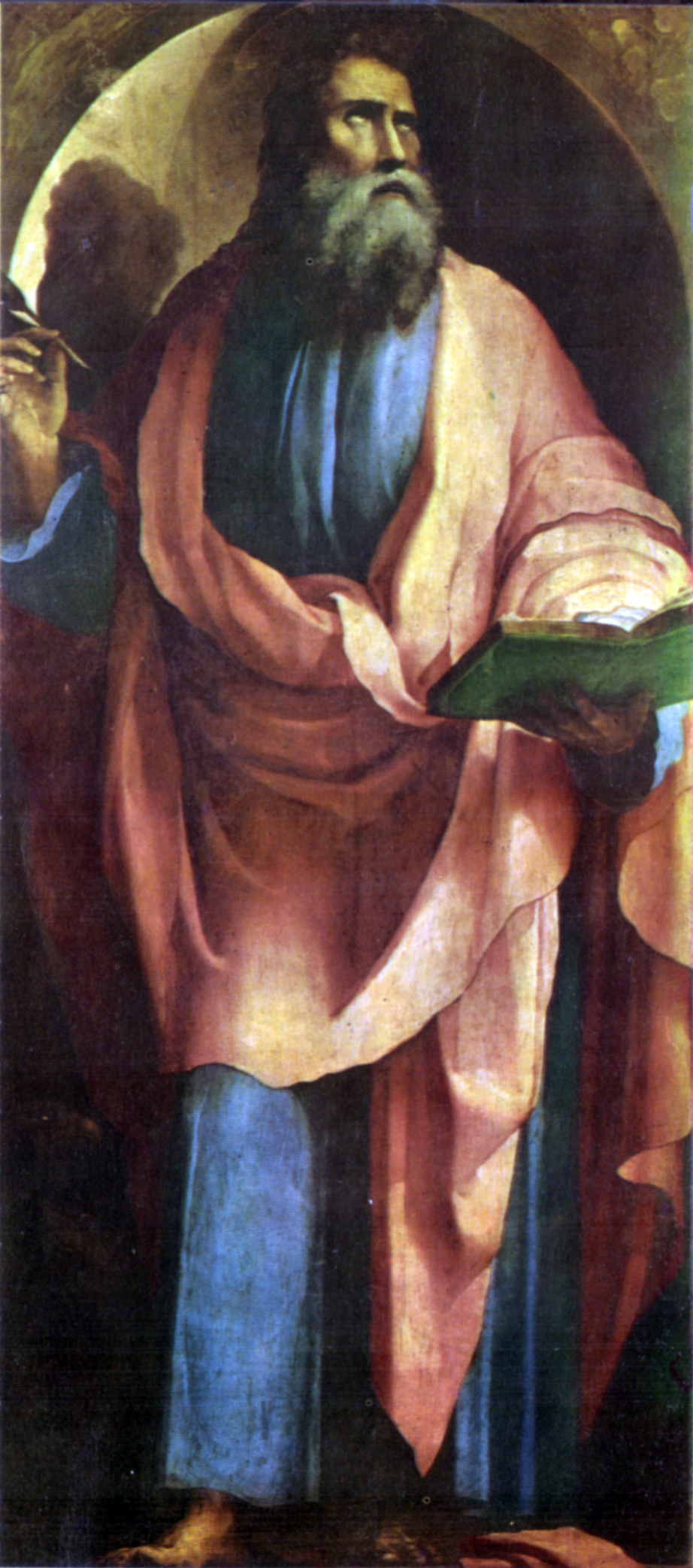
«Євангеліст Іван»
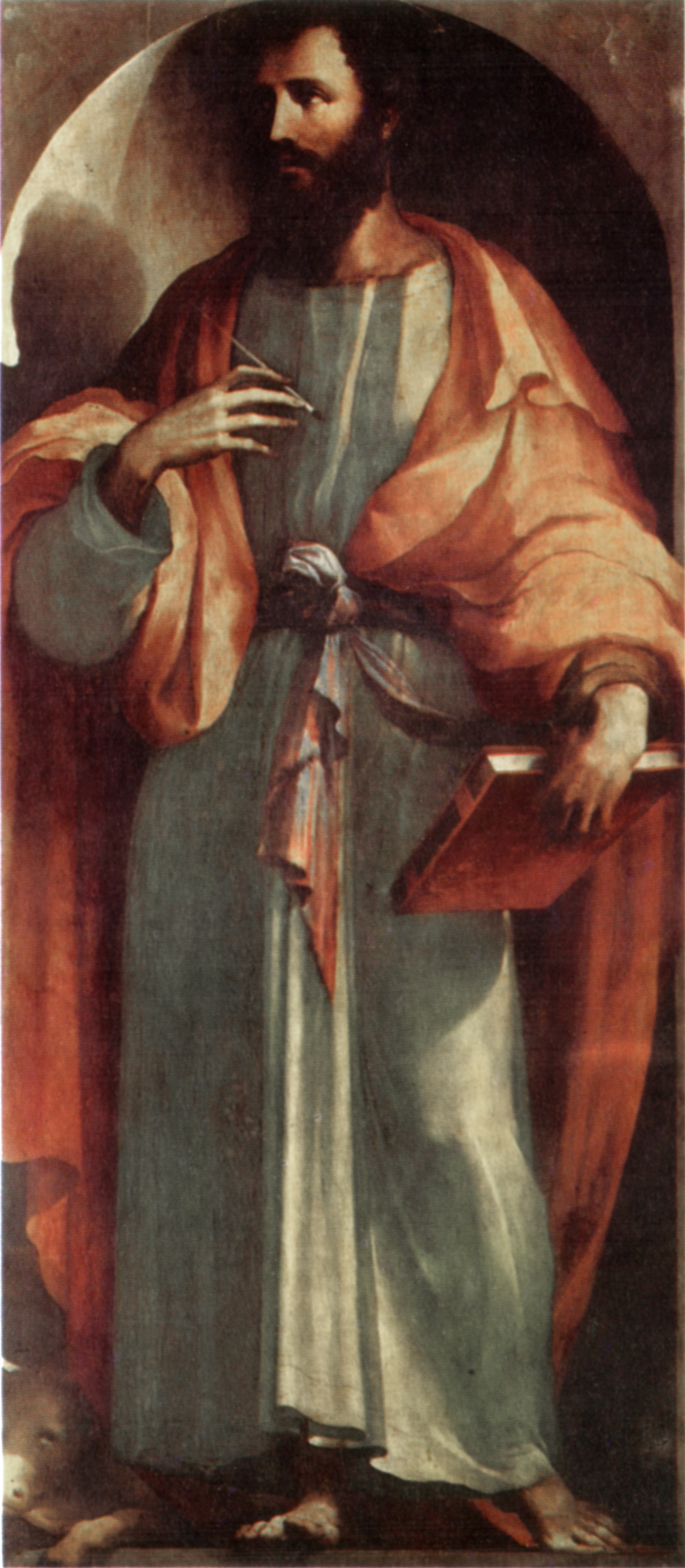
«Євангеліст Лука»
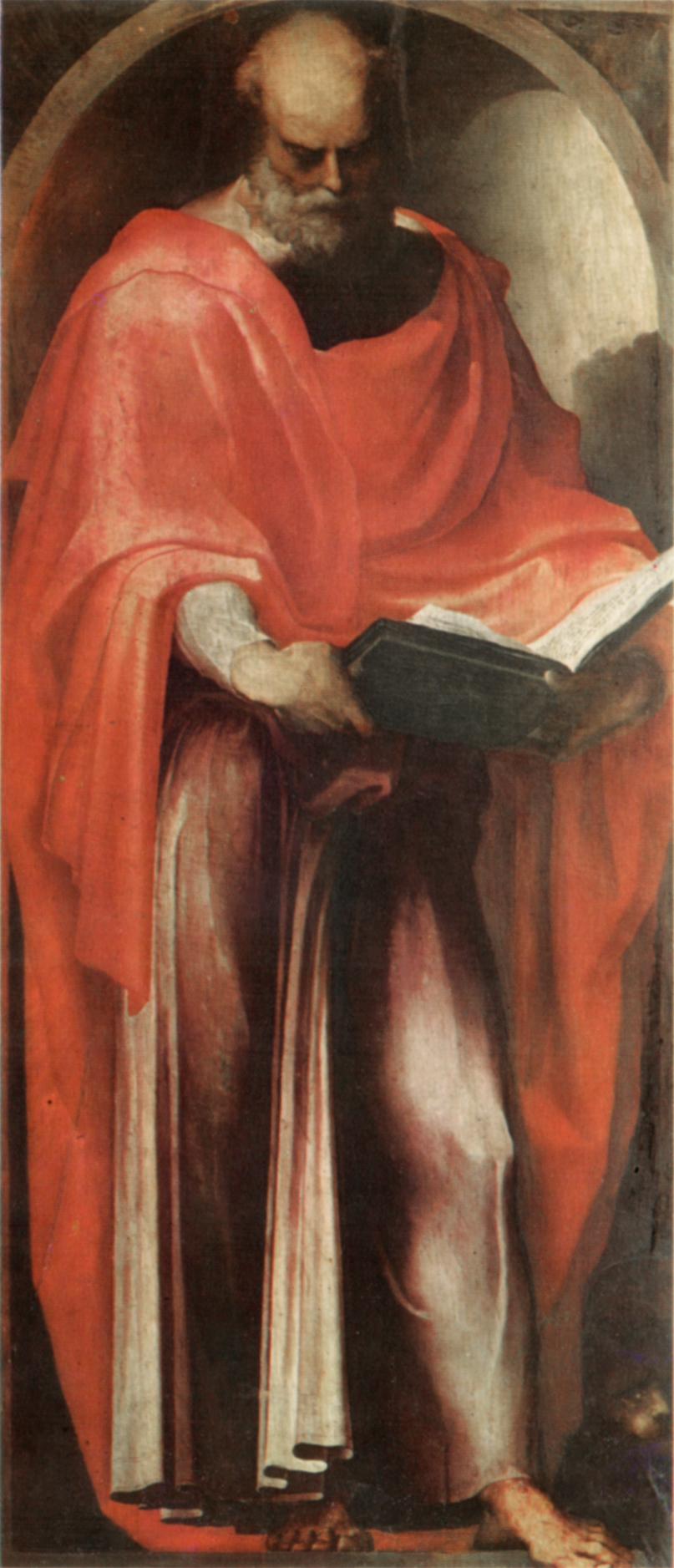
«Євангеліст Марк»
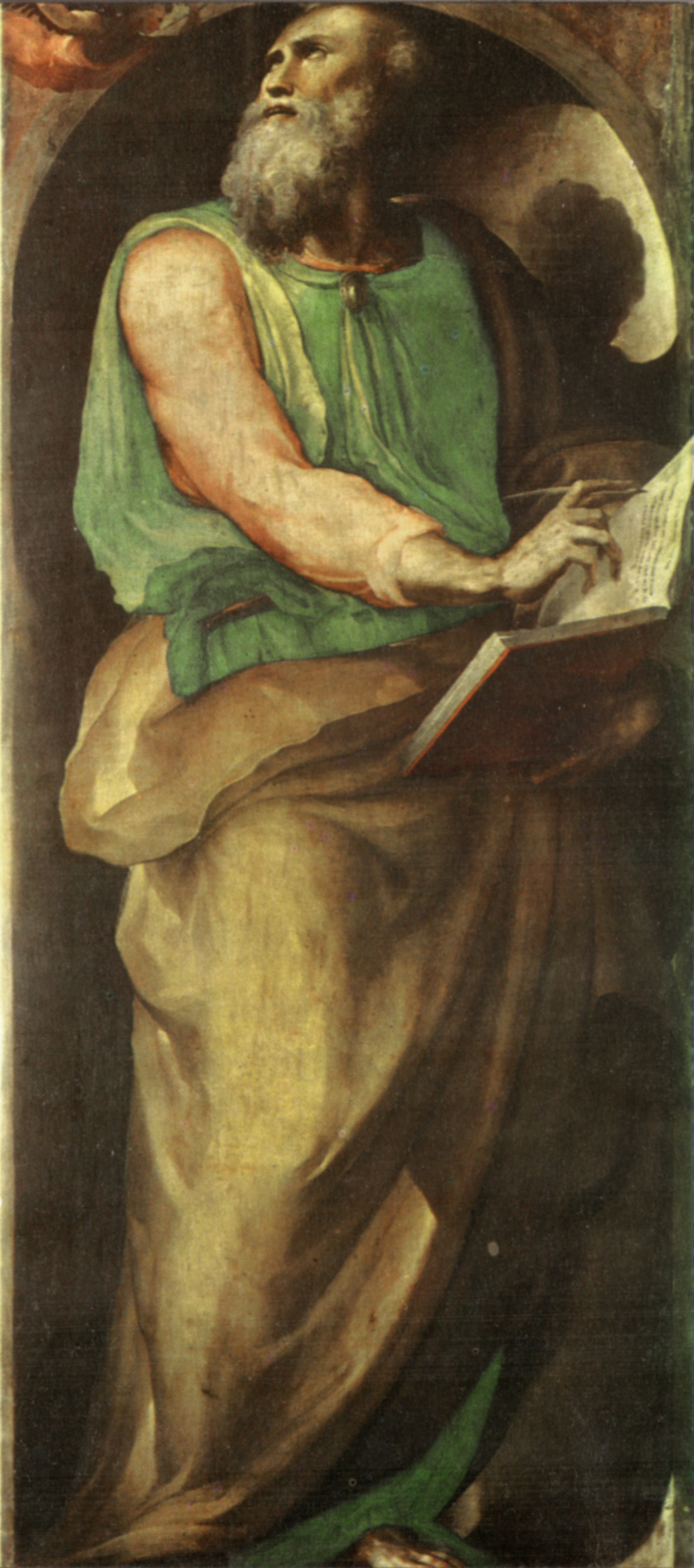
«Євангеліст Матвій»